# HMAS Melbourne (R21)
HMAS Melbourne (R21) byla letadlová loď australského námořnictva. Byla v pořadí třetí letadlovou lodí provozovanou australským námořnictvem. Rozestavěna byla za druhé světové války jako britská lehká letadlová loď HMS Majestic (R77) – prototypová jednotka stejnojmenné třídy. Australské námořnictvo ji do služby zařadilo roku 1955 a provozovalo ji až do roku 1982. Nasazena byla například ve Vietnamské válce. Během své služby se dvakrát srazila s torpédoborcem (nejprve v roce 1964 s australským HMAS Voyager a poté roku 1969 s americkým USS Frank. E. Evans). Obě lodě se v důsledku srážky rozlomily na dvě části a potopily.

## Stavba

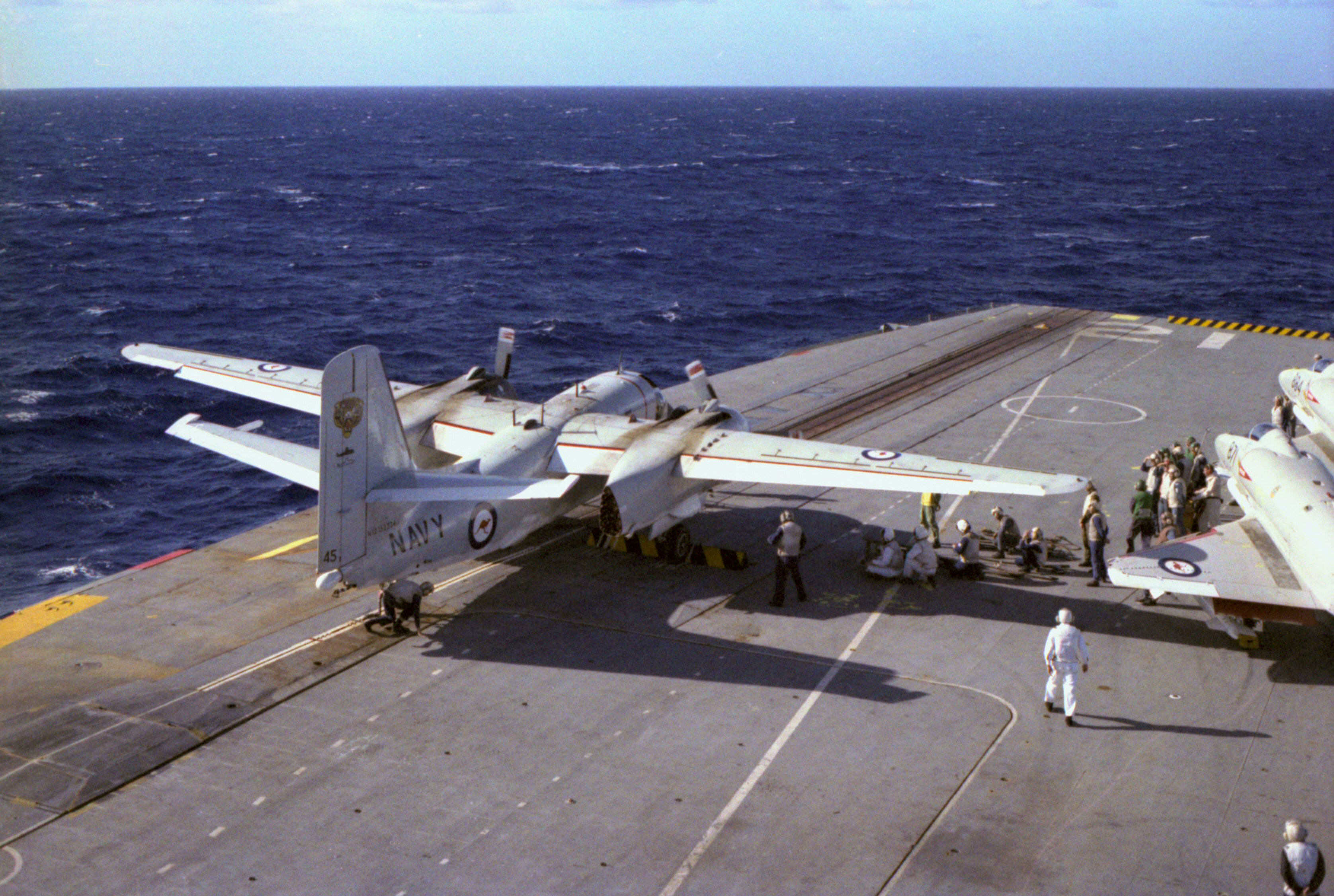
Protiponorkový letoun Grumman S-2 Tracker na palubě HMAS Melbourne

Kýl letadlové lodě HMS Majestic byl založen 15. dubna 1943 v loděnici Vickers-Armstrongs v Barrow-in-Furness. Trup byl na vodu spuštěn dne 28. února 1945. Stavbu téměř dokončené lodě zastavil konec světové války, po kterém ji královské námořnictvo již nepotřebovalo. V roce 1947 bylo rozhodnuto prodat Majestic (přejmenována na HMAS Melbourne) a její sesterskou loď Terrible (přejmenována na HMAS Sydney) Austrálii. HMAS Sydney se roku 1948 stala vůbec první australskou letadlovou lodí. K zařazení Melbourne došlo 28. října 1955. Bylo to několik let po Sydney, protože byla modernizována a upravována pro nesení bojových letadel nové generace. Loď například dostala úhlovou letovou palubu. Australské námořnictvo z toho důvodu mělo v letech 1952–1955 zapůjčenu letadlovou loď HMS Vengeance patřící ke třídě Colossus. Britskému námořnictvu byla vrácena nedlouho před zařazením Melbourne.

## Konstrukce

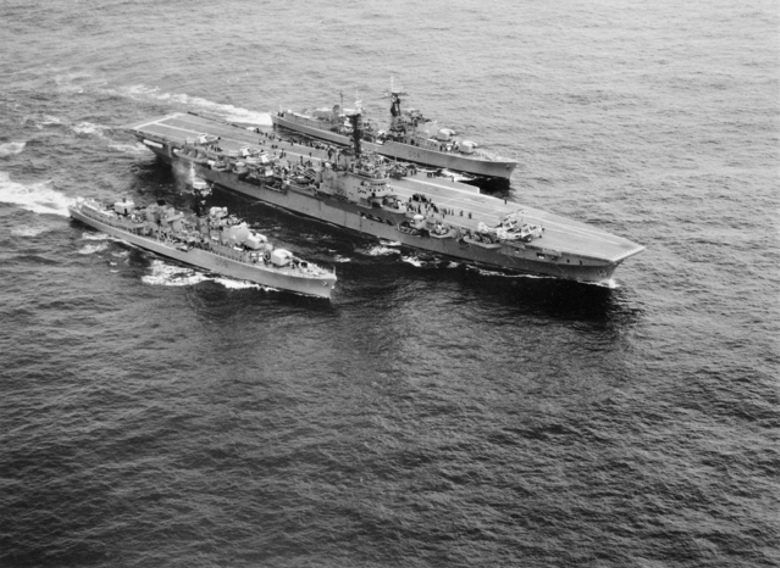
Melbourne s dvojicí australských torpédoborců třídy Daring

Plavidlo mělo úhlovou letovou palubu, jejíž přistávací část byla vyosena nalevo o 6°. Letadla startovala pomocí jednoho parního katapultu. Letovou palubu a podpalubní hangár spojovala dvojice výtahů.
Výzbroj po dokončení tvořilo dvacet pět 40mm protiletadlových kanónů Bofors. Melburne během své služby nesla transportní vrtulníky Bristol Sycamore a protiponorkové vrtulníky typů Westland Wessex a Westland Sea King. Leteckou techniku z počátku tvořily stíhací letadla De Havilland Sea Venom a protiponorková letadla Fairey Gannet. V roce 1965 byly nakoupeny modernější útočná letadla A-4G Skyhawk a protiponorková letadla S-2E Tracker (později sloužila i verze S-2G).
Pohonný systém tvořily parní turbíny Parsons. Lodní šrouby byly dva. Nejvyšší rychlost dosahovala 24 uzlů.

## Operační nasazení

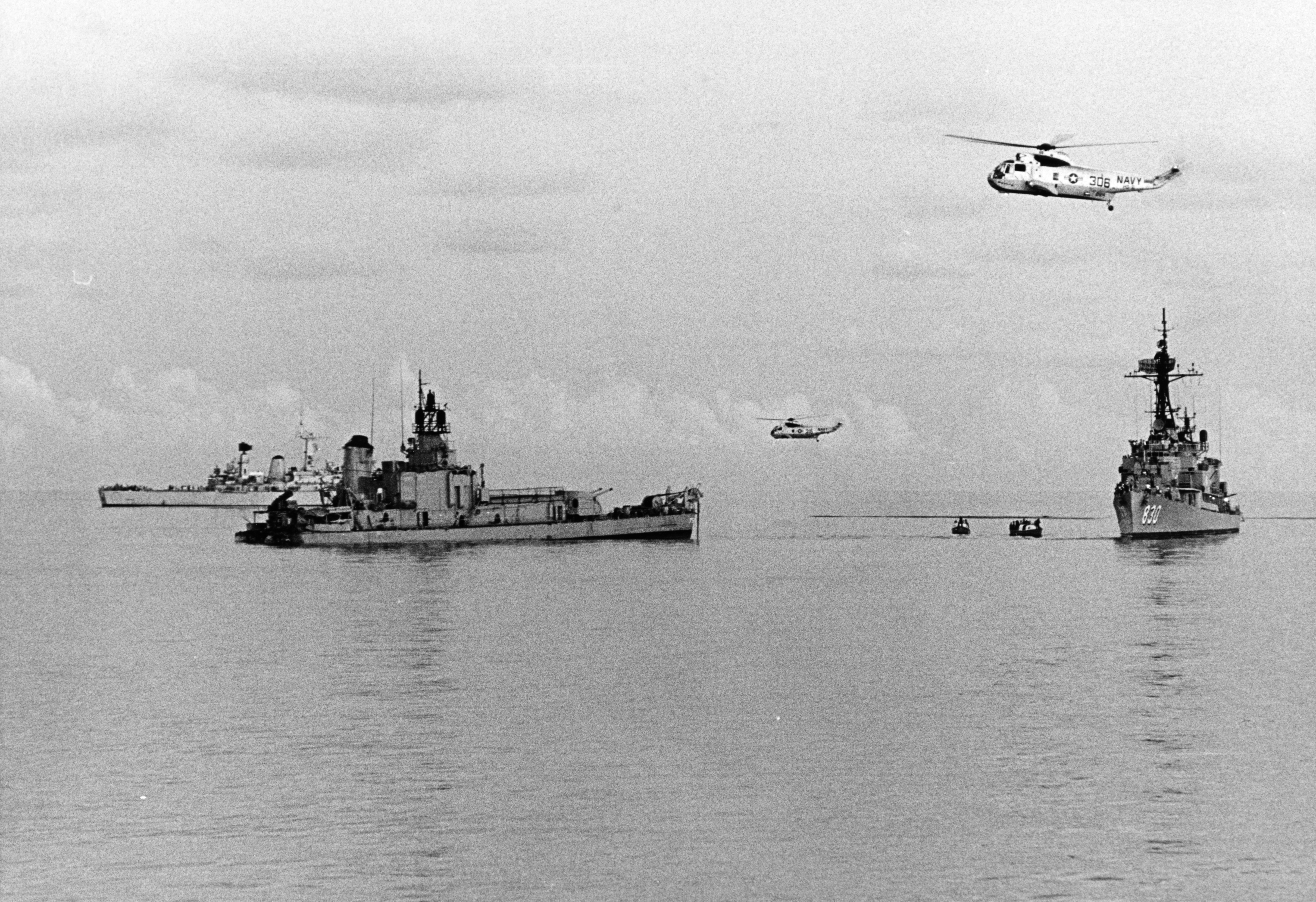
Záď torpédoborce USS Frank E. Evans po srážce s Melbourne

Dne 10. února 1964 se Melbourne během nočního cvičení srazila s australským torpédoborcem HMAS Voyager patřícím ke třídě Daring. Letadlová loď torpédoborec rozsekla na dva kusy, které se potopily se ztrátou 82 životů. Samotná Melbourne měla vážně poškozenou příď a musela být opravena v loděnicích Cockatoo Island v Sydney.
V letech 1965–1966 Melbourne několikrát doprovázela svou sesterskou loď Sydney během nasazení ve Vietnamské válce. V letech 1967–1969 loď prošla modernizací, zaměřenou především na radary a komunikační systémy.
Nedlouho po návratu do služby se loď stala aktérem druhé vážné nehody. Dne 3. června 1969 na námořním cvičení SEATO došlo k její kolizi s americkým torpédoborcem USS Frank. E. Evans (třída Allen M. Sumner), který opět doslova rozsekla na dvě části. Přední část torpédoborce se potopila se ztrátou 74 životů a poškozená příď Melbourne musela být znovu opravena. Nutno dodat, že v obou případech vyšetřování neprokázalo jakékoliv zavinění posádky Melbourne.
Ze služby byla loď vyřazena 30. června 1982 a roku 1985 byla prodána k sešrotování. Jejímu nahrazení plavidlem britské třídy Invincible zabránil nesouhlas britské vlády, která si po falklandské válce uvědomila nenahraditelnost těchto plavidel při operacích Britského královského námořnictva. Stala se tak zatím poslední australskou letadlovou lodí.